# Kanton Le Caylar
Kanton Le Caylar (francouzsky Canton du Caylar) je francouzský kanton v departementu Hérault v regionu Languedoc-Roussillon. Tvoří ho osm obcí.

## Obce kantonu
- Le Caylar
- Le Cros
- Pégairolles-de-l'Escalette
- Les Rives
- Saint-Félix-de-l'Héras
- Saint-Maurice-Navacelles
- Saint-Michel
- Sorbs